# José Manuel de Zuleta y Alejandro
José Manuel de Zuleta y Alejandro (Melilla, 8 de diciembre de 1960), xiv duque de Abrantes, grande de España, es un aristócrata y militar español, conocido por haber estado al servicio de la reina Letizia durante casi dos décadas, primero como jefe de la Secretaría de la Princesa de Asturias (2007-2014) y, posteriormente, como  jefe de la Secretaría de Su Majestad la Reina (2014-2024).

## Biografía
Nació en Melilla (España), el 8 de diciembre de 1960, hijo del xiii duque de Abrantes, José Manuel de Zuleta de Reales y Carvajal, y de Virginia Alejandro y García.
Ingresó en la Academia General Militar en 1979, graduándose con el empleo de teniente 1984.
A mediados de los años 1990, ingresó a trabajar a la Casa de Su Majestad el Rey, ocupando puestos en la Guardia Real, en el Cuarto Militar y en la Unidad de Protocolo.
En 2007 se unió a la Secretaría del Príncipe, donde asistió a la princesa de Asturias. En 2014, tras el ascenso al trono del rey Felipe VI, fue nombrado jefe de la Secretaría de la Reina Letizia.
En 2019, fue ascendido al rango de general de división.
A principios de abril, la Casa Real hizo público que el duque dejaría la Secretaría de la Reina, tras 17 años de servicio, siendo sustituido por la abogada del Estado María Dolores Ocaña Madrid. El reemplazo se hizo efectivo el 30 de abril de 2024.

## Vida personal
En 1986 se casó con Ana Pérez de Guzmán y Lizasoain, hija del vi conde de la Marquina. Tienen cuatro hijas: Ana Luisa, María, Blanca y Loreto. En 2009, el duque concedió a su primogénita, Ana Luisa, el marquesado de Sardoal.
Su hermano, Felipe de Zuleta y Alejandro, fue instructor hípico de la Infanta Elena.

## Títulos nobiliarios
En junio de 1978, a poco de cumplir la mayoría de edad, su padre le cedió el título de xiv marqués de Sardoal, título que ostentó hasta 2009, cuando éste hizo lo propio con su hija mayor, Ana Luisa.
En la actualidad ostenta los siguientes títulos:
- xiv duque de Abrantes, con grandeza de España.
- vi marqués del Duero,  con grandeza de España.
- xv marqués de Valdefuentes.
- xxiii conde de Belalcázar.
- xviii conde de Casares.
- xv conde de Lences.
- x conde de Cancelada.

### Otras distinciones
- Gran Cruz de la Real y Militar Orden de San Hermenegildo (2016).[9]
- Gran Cruz del Mérito Militar, con distintivo blanco (2017).[10]

### Tratamientos
Esta tabla aún no está actualizada. Puedes contribuir aportando información sobre títulos y tratamientos de esta persona.